# Paradelphomyia (Oxyrhiza) destituta
Paradelphomyia (Oxyrhiza) destituta is een tweevleugelige uit de familie steltmuggen (Limoniidae). De soort komt voor in het Neotropisch gebied.